# Sepé Tiaraju
Sepé Tiaraju, född 1723,  död 1756, var en urfolksbrasilian och guaraní-ledare i Jesuiternas reduktionsuppdrag i São Luiz Gonzaga.
Sepé Tiaraju ledde kampen mot de portugisiska och spanska conquistadorerna i Guerras Guaraníticas (Guaranikriget) och dödades tre dagar före en massaker som dödade omkring 1500 av hans medsoldater. 250 år efter sin död är han fortfarande en mycket inflytelserik figur i den populära fantasin och anses vara ett helgon av vissa.